# 雇用環境・均等局
雇用環境・均等局（こようかんきょう・きんとうきょく）は、厚生労働省の内部部局の一つである。所掌事務は、非正規雇用労働者の待遇の改善、ワーク・ライフ・バランスの推進等労働者が働きやすい職場環境の整備や、性別や働き方にかかわらず、誰もがその能力を十分に発揮し、仕事と家庭を両立させながら働くことができるようにするための男女雇用機会均等の確保、多様な働き方のニーズに対応した就業環境づくり。労働基準法上の「女性主管局」に該当する（女性労働基準規則第4条）。
2017年（平成29年）7月11日付けの組織改正により、雇用均等・児童家庭局を分割して新設された。

## 組織
厚生労働省組織令第85条により、以下の6課が置かれる。
総務課
- 労働紛争処理業務室

雇用機会均等課
- ハラスメント防止対策室

有期・短時間労働課
職業生活両立課
在宅労働課
勤労者生活課
- 労働者協同組合業務室
- 労働金庫業務室

## 所掌事務
- 総務課の所掌事務（厚生労働省組織令第86条）

1. 雇用環境・均等局の所掌事務に関する総合調整に関すること。
2. 個別労働関係紛争の解決の促進に関すること（労働基準局の所掌に属するものを除く。）。
3. 厚生労働省の所掌に係る男女共同参画社会の形成の促進に関する連絡調整に関すること。
4. 都道府県労働局における雇用環境・均等局の所掌に係る事務の実施状況の監察に関すること。
5. 前各号に掲げるもののほか、雇用環境・均等局の所掌事務で他の所掌に属しないものに関すること。

- 雇用機会均等課の所掌事務（厚生労働省組織令第87条）

1. 雇用の分野における男女の均等な機会及び待遇の確保に関すること。
2. 職場における性的な言動に起因する問題に関すること。
3. 家族労働問題及び家事使用人に関すること。
4. 職場における労働者の就業環境が害される言動に起因する問題に関すること。
5. 女性労働者に特殊な労働条件に関すること（労働基準監督官の行う監督に関することを除く。）。
6. 女性労働者の特性に係る労働問題に関すること。
7. 労働に関する女性の地位の向上その他労働に関する女性問題に関すること（在宅労働課の所掌に属するものを除く。）。

- 有期・短時間労働課の所掌事務（厚生労働省組織令第88条）

1. 期間の定めのある労働契約を締結している労働者と期間の定めのない労働契約を締結している労働者との均衡のとれた待遇の確保に関すること。
2. 短時間労働者の福祉の増進に関すること。

- 職業生活両立課の所掌事務（厚生労働省組織令第89条）

1. 育児又は家族介護を行う労働者の福祉の増進その他の労働者の家族問題に関すること（子ども家庭局の所掌に属するものを除く。）。
2. 労働時間等の設定の改善に関すること。

- 在宅労働課の所掌事務（厚生労働省組織令第90条）

1. 在宅就労その他の多様な就業形態を選択する者に係る対策に関すること。
2. 家内労働者の福祉の増進に関すること（労働基準局の所掌に属するものを除く。）。

- 勤労者生活課の所掌事務（厚生労働省組織令第91条）

1. 勤労者の財産形成の促進に関すること。
2. 中小企業退職金共済法の規定による退職金共済に関すること。
3. 労働者の福利厚生に関すること（労働基準局の所掌に属するものを除く。）。
4. 労働金庫の事業に関すること。

## 主な所管法令
- 次世代育成支援対策推進法
- 雇用の分野における男女の均等な機会及び待遇の確保等に関する法律
- 育児休業、介護休業等育児又は家族介護を行う労働者の福祉に関する法律
- 短時間労働者の雇用管理の改善等に関する法律
- 家内労働法

## 歴代局長
| 代 | 氏名       | 在任期間                      | 前職                                        | 後職                     |
| -- | ---------- | ----------------------------- | ------------------------------------------- | ------------------------ |
| 1  | 宮川晃     | 2017年7月11日 - 2018年7月31日 | 厚生労働省大臣官房総括審議官（国会担当）    | 厚生労働審議官           |
| 2  | 小林洋司   | 2018年7月31日 - 2019年7月9日  | 厚生労働省大臣官房審議官（職業安定担当）    | 職業安定局長             |
| 3  | 藤澤勝博   | 2019年7月9日 - 2020年8月7日   | 政策統括官（総合政策担当）                  | 退職                     |
| 4  | 坂口卓     | 2020年8月7日 - 2021年9月14日  | 労働基準局長                                | 厚生労働審議官           |
| 5  | 山田雅彦   | 2021年9月14日 - 2022年6月28日 | 厚生労働省大臣官房総括審議官                | 厚生労働省大臣官房長     |
| 6  | 村山誠     | 2022年6月28日 - 2023年7月4日  | 厚生労働省大臣官房総括審議官                | 厚生労働省大臣官房長     |
| 7  | 堀井奈津子 | 2023年7月4日 - 2024年7月5日   | 厚生労働省大臣官房高齢･障害者雇用開発審議官 | 厚生労働省人材開発統括官 |
| 8  | 田中佐智子 | 2024年7月5日 -                | 厚生労働省大臣官房高齢･障害者雇用開発審議官 | 現職                     |